# Ляо Лишэн
Ляо Лишэ́н (кит. упр. 廖力生, пиньинь Liào Lìshēng; род. 29 апреля 1993) — китайский футболист, играющий за клуб «Гуанчжоу Эвергранд» и за сборную Китая. Играет на позиции полузащитника.

## Клубная карьера
Начал футбольную карьеру в академии клуба «Шэньчжэнь».
В 2008 году перешёл в академию клуба «Мэйсянь Хакка». Всего за первую команду сыграл 47 матчей и забил 8 голов.
В 2013 году перешёл в клуб «Гуанчжоу Эвергранд». Дебютировал за новую команду 30 октября 2013 года в матче против клуба «Шанхай Теллэйс». Дебютировал на соревнованиях международного уровня 18 марта 2014 года в матче Лиги чемпионов АФК против южнокорейского клуба «Чонбук Хёндэ Моторс», в этом же матче забил первый гол за клуб.

## Международная карьера
Дебютировал за сборную Китая 22 июня 2014 года в товарищеском матче против сборной Македонии.

## Статистика
| Сезон           | Клуб               | Дивизион        | Лига  | Лига | Кубок | Кубок | Азия  | Азия | Всего | Всего |
| Сезон           | Клуб               | Дивизион        | Матчи | Голы | Матчи | Голы  | Матчи | Голы | Матчи | Голы  |
| --------------- | ------------------ | --------------- | ----- | ---- | ----- | ----- | ----- | ---- | ----- | ----- |
| 2011            | Мэйсянь Хакка      | Вторая лига     | 24    | 4    | 0     | 0     | 0     | 0    | 24    | 4     |
| 2012            | Мэйсянь Хакка      | Вторая лига     | 23    | 4    | 3     | 1     | 0     | 0    | 26    | 5     |
| 2013            | Гуанчжоу Эвергранд | Суперлига       | 1     | 0    | 0     | 0     | 0     | 0    | 1     | 0     |
| 2014            | Гуанчжоу Эвергранд | Суперлига       | 17    | 0    | 2     | 0     | 9     | 1    | 28    | 1     |
| 2015            | Гуанчжоу Эвергранд | Суперлига       | 1     | 0    | 0     | 0     | 1     | 0    | 2     | 0     |
| Всего в карьере | Всего в карьере    | Всего в карьере | 66    | 8    | 5     | 1     | 10    | 1    | 81    | 10    |

## Достижения
«Гуанчжоу Эвергранд»
- Чемпионат Китая по футболу : 2013, 2014, 2015, 2016, 2017
- Лига чемпионов АФК : 2013, 2015